# Imhilde (Äbtissin)
Imhilde, auch Einichhold, Einichold oder Emmihold, (geboren um 906; gestorben nach 941) war seit etwa 940 die erste Äbtissin des Kanonissenstifts Ringelheim.

## Leben
Imhilde entstammte der Adelsfamilie der Immedinger. Sie war vermutlich eine Tochter des Grafen Immed II. von Ringelheim im Salzgau. Ihr Vater hatte das Stift Ringelheim gegründet und sie dort als Äbtissin einsetzen lassen. König Otto I. bestätigte im Jahr 941 die rechtliche Ausstattung des Stifts. Sie hatte mehrere Brüder, die in dieser Urkunde genannt werden: Immed III., der um das Jahr 900 geboren wurde und am 12. Oktober 953 in Mainz starb, Volkwart, geboren um 902, und Sibeth, geboren um 904, der von 917 bis 942 Mönch in Corvey war. Ganz sicher ist der Stammbaum nicht; nach anderen Werken war sie die Tochter von Imed I. und ihre Brüder waren Volkwart, Imed II. († 953) und Meinwerkus. Sie wurde vermutlich gemeinsam mit der späteren Königin Mathilde im Stift Herford erzogen und ausgebildet, wo Mathilde, die Großmutter ihres Vaters, bis 915 als Äbtissin tätig war. Unklar ist, ob sie bis zum Jahr 967 dort als Äbtissin wirkte und Judith von Ringelheim († 13. März 1000) ihre direkte Nachfolgerin war oder ob dazwischen eine oder mehrere andere Verwandte dieses Amt bekleideten.